# Stephanie Longfellow
Stephanie Longfellow (marzo de 1882–¿?) fue una actriz estadounidense que apareció en 40 películas entre 1909 y 1911. Longfellow fue una popular ingenua por D.W. Griffith, protagonizando 16 de sus cortometrajes. También protagonizó películas de Mack Sennett y Frank Powell. En 1909, el Dubuque Telegraph-Herald llamó a Longfellow como una estrella de "singular belleza y encanto". Fue sobrina nieta del poeta  Henry Wadsworth Longfellow.